# Andreas Haglund
Andreas Haglund, född 1 januari 1990 i Popayán, Colombia, är en svensk fotbollsspelare som spelar för norska Mjøndalen IF. 
Han gjorde debut i IFK Norrköping under säsongen 2007 i Superettan och debuterade även i Allsvenskan 2008. Under sina sista två säsonger i IFK Norrköping var han utlånad i längre perioder till IF Sylvia. Säsongen 2012 spelade han i IK Sleipner. 
Den 28 mars 2013 skrev han på ett ettårskontrakt med Degerfors IF. Säsongen i Degerfors var fylld av skador och han gjorde bara två inhopp. Efter säsongen blev det klart att han var tvungen att lämna klubben.
Den 31 mars 2014, övergångsfönstrets sista dag, blev Haglund klar för norska Adeccoligaen-klubben Mjøndalen IF. Han debuterade den 21 april som inhoppare mot Strømmen IF, en match där han i den sista matchminuten även gjorde sitt första mål för klubben.